# 川島克也
川島 克也（かわしま かつや、1957年 - ）は、日本の建築家。京都府生まれ。日建設計取締役副会長。
1975年洛星高等学校卒業。1979年京都大学工学部卒業。1981年京都大学大学院工学研究科建築学専攻修士課程修了。1981年、日建設計入社。
代表作に、神戸市新庁舎、基町クレド、滋賀県立琵琶湖博物館、梅田ダイピル、河合町総合福祉会館“豆山の郷、神戸税関本関、京都大学桂キャンパス、奄美病院他。